# Hulusi Behçet
Hulusi Behçet (Estambul, 20 de febrero de 1889 - 8 de marzo de 1948), fue un dermatólogo turco.
Dr. Behçet describió una enfermedad inflamatoria de los vasos sanguíneos en 1937, que en su honor lleva el nombre de enfermedad de Behcet.
- Datos: Q936634
- Multimedia: Hulusi Behçet / Q936634